# Acholeplasma vituli
Acholeplasma vituli è una specie di batterio appartenente alla famiglia delle Acholeplasmataceae.